# Foibe
Foibe (græsk: Φοίβη) er en titan fra den græske mytologi. Hun er datter af jordgudinden Gaia og himmelguden Uranos, og tilhører den første generation af titaner. Foibe betyder på græsk "strålende".

## Mytologi
Foibe er ofte blevet associeret med månen, bl.a. i Michael Draytons værk Endimion and Phæbe (1595), der er den første gengivelse af Endymion-myten på engelsk. Hun var gift med sin bror Koios. Sammen fik de døtrene Leto, som senere blev mor til Apollon og Artemis, og Asteria, som blev mor til Hekate. Foibes navn og tilknytning til den delfiske sibylle indikerer, at hun blev anset som titan for profetiske forudsigelser og orakler. 
Foibe var bedstemor til Apollon og Artemis. Navnene Foibe og Foibos blev brugt som synonymer for henholdsvis Artemis og Apollon. De blev også brugt om Selene og Helios.
Aischylos mente, at Foibe var den tredje gudinde, som arvede magten over oraklet i Delfi. Hun gav det efterfølgende til sit barnebarn Apollon. Ifølge Aischylos' Eumeniderne arvede Foibe Delfi-oraklet fra sin søster Themis. Filologen D.S. Robertson har argumenteret for, at denne arverækkefølge er Aischylos' egen opfindelse. Traditionen foreskrev, at Delfi-oraklet havde skiftet hænder tre gange, hvilket svarede til de tre generationer af guder. Uranos gav oraklet til Gaia, mens Kronos gav det til sin søster Themis. Da det blev Zeus' tur til at give oraklet videre, kunne Aischylos ikke påstå, at han gav det direkte til Apollon, da sidstnævnte endnu ikke var blevet født i Aischylos' fortælling. Robertson mente derfor, at Aischylos brugte Foibe som en indskydelse i den delfiske arvefølge.